# Sanchakou
Sanchakou (kinesiska: 三岔口, 三岔口乡) är en socken i Kina. Den ligger i den autonoma regionen Inre Mongoliet, i den norra delen av landet, omkring 110 kilometer öster om regionhuvudstaden Hohhot. Antalet invånare är 13075. Befolkningen består av 6 205 kvinnor och 6 870 män. Barn under 15 år utgör 9,0 %, vuxna 15-64 år 75 %, och äldre över 65 år 14,0 %.
Genomsnittlig årsnederbörd är 576 millimeter. Den regnigaste månaden är juli, med i genomsnitt 171 mm nederbörd, och den torraste är januari, med 3 mm nederbörd.